# 達莉亞·孔特雷拉斯

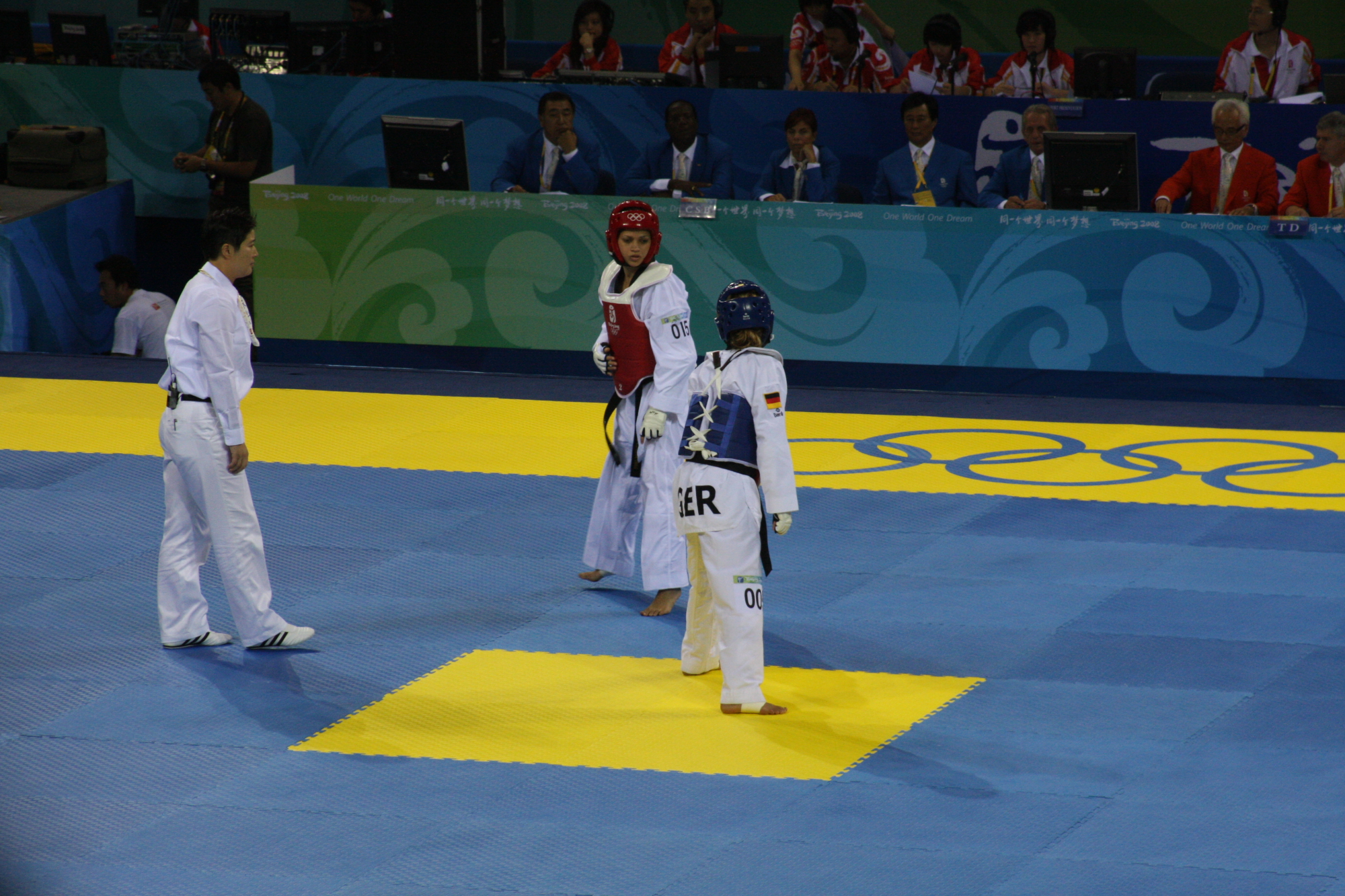
達莉亞·孔特雷拉斯（紅色護具者）於2008年夏季奧運會

達莉亞·瑪麗亞·孔特雷拉斯·里韋羅（Dalia María Contreras Rivero，1983年9月20日—）是委內瑞拉跆拳道運動員。她在2008年夏季奧運會跆拳道比賽中獲得銅牌。她還參加了2004年夏季奧運會，在其體重級別中獲得第8名。